# 銃砲刀剣類所持等取締法
銃砲刀剣類所持等取締法（じゅうほうとうけんるいしょじとうとりしまりほう、昭和33年法律第6号）は、銃砲・刀剣類の取締りに関する日本の法律である。略称は銃刀法。
1958年3月10日公布、同年4月1日施行。
主務官庁は警察庁生活安全局保安課で、経済産業省製造産業局航空機武器宇宙産業課、各都道府県本部生活安全部と連携して執行にあたる。

## 概要
銃砲・刀剣類の所持を原則として禁止し、これらを使った凶悪犯罪を未然に防止することを目的とする。この法律により、日本国内においては、許可を受けた者以外は銃砲・刀剣類を所持することができない。
また、許可を得た者であっても、銃砲・刀剣類の取り扱いについては規制があり、違反した場合は処罰の対象となる可能性がある。これは警察官や自衛官も例外ではない。

## 歴史

### 制定の経緯
銃砲・刀剣類の所持規制は明治時代から行われ、「銃砲火薬類取締法」（明治43年法律第53号）において、銃砲類の市販製造は政府への登録制とし許可無く所持することが禁止されていた。また、刀剣類についても廃刀令（明治9年太政官布告第38号）により、勤務中の軍人・警察官以外の帯刀は禁止されていた。
大東亜戦争（太平洋戦争・第二次世界大戦）終結後、1945年（昭和20年）9月19日、内務省が民間の刀剣所持を禁止すると同年10月23日には連合国軍最高司令官総司令部 (GHQ) が、刀剣をアメリカ軍に引き渡すよう指令を発出。さらに翌年、旧日本軍の解体と武装解除を徹底するため、連合国軍最高司令官総司令部 (GHQ) の指令によりポツダム勅令として制定された銃砲等所持禁止令（昭和21年勅令第300号）により銃砲等の所持を禁じたことを直接の嚆矢とする。GHQは大規模な刀剣の没収を行い、これらは「赤羽刀」とも通称される。
当初はこのように軍事上の目的であったが、戦後急増した暴力団とその構成員による銃器犯罪や銃器を用いた対立抗争事件の頻発により、この法律は治安の回復と犯罪抑止に大きな役割を果たすこととなった。その取締対象は、銃器本体の所持から輸入、譲渡し・譲受け、拳銃部品や実包の輸入・所持・受渡し、銃砲の発射へと順次拡大して、銃器犯罪に対処している。
1958年の制定時の題名は「等」の位置が異なる「銃砲刀剣類等所持取締法」であったが、1965年の改正法施行により現在の題名となった。これは、改正により所持に加えて拳銃の輸入を取締対象に追加したためである。

### 法改正
- 1962年（昭和37年法律第72号）第1次改正[2]
  - 刀剣類の範囲拡大（刃渡り5.5センチメートル以下の飛出しナイフのうち一定の要件のものを刀剣類に含める）、あいくち類似の刃物の範囲拡大（刃体の長さが6センチメートルを超えるものとする）[3]。同年10月施行[3]。
- 1965年（昭和40年法律第47号）第2次改正[2]
  - けん銃の輸入に係る罪を新設、不法所持罪の法定刑引き上げ[3]。同年7月施行[3]。
  - 「銃砲刀剣類所持等取締法」に題名改正[3]。
- 1971年（昭和46年法律第48号）第3次改正[2]
  - 模造けん銃の所持の禁止、ライフル銃所持の制限強化など[3]。同年5月施行[3]。
- 1977年（昭和52年法律第57号）第4次改正[2]
  - けん銃等の密輸入や不法所持に対する罰則の強化、模造銃器の販売目的所持の禁止などのほか、罰金額の全面的引上げ[3]。同年7月施行[3]。
- 1978年（昭和53年法律第56号）第5次改正[2]
- 1980年（昭和55年法律第55号）第6次改正[2]
- 1991年（平成3年法律第52号）第7次改正[2]
  - けん銃部品の輸入や所持の規制[3]。1992年3月施行[3]。
- 1993年（平成5年法律第66号）銃砲刀剣類所持等取締法及び武器等製造法の一部を改正する法律1条による改正[2]
  - 拳銃等を適合実包等とともに携帯等している者について不法所持罪の加重類型を新設[4]。
  - けん銃等を提出して自首した場合の刑の必要的減免規定を新設[3]。
- 1995年（平成7年法律第89号）第8次改正[2]
  - 公共の静穏を脅かす罪として発射行為そのものを禁止する発射罪を新設[4]。
- 2006年（平成18年法律第41号）第9次改正[2]
- 2008年（平成20年法律第86号）第10次改正[2]
  - 所持が禁止される剣の範囲を刃渡り15cm以上の剣から刃渡り5.5cm以上の剣に拡大[5]。
- 2014年（平成26年法律第131号）第11次改正[2]
- 2021年（令和3年法律第69号）第12次改正[2]
  - 人の生命に危険を及ぼし得る威力を有するクロスボウを所持の禁止の対象とし、所持許可制にするとともに不法所持に対する罰則を新設[6]。
- 2024年（令和6年法律第48号）第13次改正[2]
  - 自作銃砲も含む悪用防止対策（電磁石銃の「銃砲」への追加など）及び許可猟銃の対策（ハーフライフル銃の規制強化）[7]

2025年現在日本では、銃刀類による他人の死傷より、猛獣の襲撃による人の死傷の方が多く発生しているにも関わらず、主務官庁である警察庁生活安全局保安課や関連する国家公安委員会や各都道府県警察も、規制を強化するだけで猛獣駆除の要請すら対応を拒否し続けている。

## 内容
- 第1章　総則（第1条 - 第3条の13）
- 第2章　銃砲等又は刀剣類の所持の許可（第4条 - 第13条の4）
- 第3章　古式銃砲及び刀剣類の登録並びに刀剣類の製作の承認（第14条 - 第21条）
- 第4章　雑則（第21条の2 - 第30条の3）
- 第5章　罰則（第31条 - 第37条）
- 附則

## 定義

### 銃砲等
2024年（令和6年）の改正で定義が整理され、電磁石銃を加えるなどの変更が行われた。
| 「銃砲等」（第3条1項柱書） | 「銃砲等」（第3条1項柱書） |                     |
| -------------------------- | -------------------------- | ------------------- |
| 「銃砲等」（第3条1項柱書） | 「銃砲等」（第3条1項柱書） | 銃砲（第2条1項）    |
| 「銃砲等」（第3条1項柱書） | 「銃砲等」（第3条1項柱書） | 装薬銃砲            |
| 「銃砲等」（第3条1項柱書） | 「銃砲等」（第3条1項柱書） | 拳銃等（第3条の4）  |
| 「銃砲等」（第3条1項柱書） | 「銃砲等」（第3条1項柱書） | 猟銃                |
| 「銃砲等」（第3条1項柱書） | 「銃砲等」（第3条1項柱書） | その他              |
| 「銃砲等」（第3条1項柱書） | 「銃砲等」（第3条1項柱書） | 空気銃              |
| 「銃砲等」（第3条1項柱書） | 「銃砲等」（第3条1項柱書） | 電磁石銃            |
| 「銃砲等」（第3条1項柱書） | 「銃砲等」（第3条1項柱書） | クロスボウ（第3条） |

- 「銃砲」 - 「銃砲」には、装薬銃砲、空気銃、電磁石銃がある[8]。
  - 「装薬銃砲」 - 拳銃、小銃、機関銃、猟銃その他火薬を使用して金属性弾丸を発射する機能を有する銃又は砲のうち、内閣府令で定めるところにより測定した金属性弾丸の運動エネルギーの値が、人の生命に危険を及ぼし得るものとして内閣府令で定める値以上となるものをいう（第2条第1号）。
  - 「空気銃」 - 圧縮した気体を使用して金属性弾丸を発射する機能を有する銃のうち、内閣府令で定めるところにより測定した金属性弾丸の運動エネルギーの値が、人の生命に危険を及ぼし得るものとして内閣府令で定める値以上となるものをいう（第2条第2号）。
  - 「電磁石銃」 - 電磁石の磁力により金属性弾丸を発射する機能を有する銃のうち、内閣府令で定めるところにより測定した金属性弾丸の運動エネルギーの値が、人の生命に危険を及ぼし得るものとして内閣府令で定める値以上となるものをいう（第2条第3号）。
- 「クロスボウ」 - 引いた弦を固定し、これを解放することによつて矢を発射する機構を有する弓のうち、内閣府令で定めるところにより測定した矢の運動エネルギーの値が、人の生命に危険を及ぼし得るものとして内閣府令で定める値以上となるものをいう（第3条）。

### 刀剣類
銃刀法でいう「刀剣類」とは、刃渡り15センチメートル以上の刀、やり及びなぎなた、刃渡り5.5センチメートル以上の剣、あいくち並びに45度以上に自動的に開刃する装置を有する飛び出しナイフ（刃渡り5.5センチメートル以下の飛出しナイフで、開刃した刃体をさやと直線に固定させる装置を有せず、刃先が直線であって峰の先端部が丸みを帯び、かつ、峰の上における切先から直線で1センチメートルの点と切先とを結ぶ線が刃先の線に対して60度以上の角度で交わるものを除く）をいう。
「刀剣類」は銃刀法第3条に基づき同条各号のいずれかに該当する場合を除いて所持が禁止されている（第3条）。「所持」は「携帯」よりも広い概念で、保管、携帯、運搬などをすべて含む。なお、銃刀法第22条に基づき携帯が禁止されている刃物については後述の#携帯禁止刃物を参照。

## 規制
銃刀法で規制対象となっているのは、銃砲、クロスボウ、刀剣類、準空気銃、携帯禁止刃物、模造拳銃、模擬銃器、模造刀剣類、拳銃部品、拳銃実包、猟銃実包である。このうち「銃砲」と「クロスボウ」を総称して「銃砲等」という。

### 銃砲等及び刀剣類の規制

#### 所持罪
何人も、法令に基づき職務のため所持する場合などを除いては、銃砲等（銃砲若しくはクロスボウ）又は刀剣類を所持してはならない（第3条）。
- 拳銃等所持罪（第31条の3第1項前段）[12]
  - 第3条第1項の規定に違反して拳銃等を所持し、又は人の生命、身体若しくは財産を害する目的での拳銃等を除く銃砲等の所持をした者は、1年以上10年以下の拘禁刑に処す。
  - 2024年（令和6年）の改正で、従来の拳銃等の所持に加えて、拳銃等以外の所持罪の罰則強化のため、人の生命、身体若しくは財産を害する目的での拳銃等を除く銃砲等の所持も処罰の対象とされた[7]。
- 拳銃等複数所持罪（第31条の3第1項後段）[13]
  - 拳銃等及び銃砲等の合計数が2以上であるときは、1年以上15年以下の拘禁刑に処す。
  - 拳銃等の複数所持を加重処罰する規定である[13]。
- 拳銃等加重所持罪（第31条の3第2項）[14]
  - 拳銃等を適合実包等と共に携帯、運搬、保管する行為を加重処罰する規定である[14]。法定刑は3年以上の有期拘禁刑[14]。
  - 1993年（平成5年）の法改正で、より危険性の高まる拳銃等を適合実包等とともに携帯等している者についての加重所持罪（第31条の3第2項）が設けられた[4]。
- 拳銃等組織的所持罪（第31条の3第3項）[15]
  - 組織的拳銃等所持罪（第31条の3第3項第1号） - 1年以上15年以下の拘禁刑、又はそれと500万円以下の罰金との併科[15]
  - 組織的拳銃等複数所持罪（第31条の3第3項第2号） - 1年以上の拘禁刑、又はそれと700万円以下の罰金との併科[15]
  - 組織的拳銃等加重所持罪（第31条の3第3項第3号） - 5年以上の拘禁刑、又はそれと3000万円以下の罰金との併科[15]

#### 発射罪
何人も、法令に基づき職務のため銃砲等を所持する者がその職務を遂行するに当たって当該銃砲等を発射する場合などを除いては、道路、公園、駅、劇場、百貨店その他の不特定若しくは多数の者の用に供される場所若しくは電車、乗合自動車その他の不特定若しくは多数の者の用に供される乗物（以下この条において「道路等」という。）に向かつて、又は道路等において銃砲等を発射してはならない（第3条の13）。
銃刀法の制定当初は発射行為そのものは処罰の対象とされていなかったが、1995年（平成7年）の法改正で公共の静穏を脅かす罪として発射行為そのものを禁止する発射罪が新設された。
2024年（令和6年）の改正で拳銃等だけでなく、猟銃、その他装薬銃砲、空気銃、クロスボウ、電磁石銃についても発射罪の対象となった。
法定刑は無期又は3年以上の拘禁刑（第31条第1項）。ただし、団体の活動として当該違反行為を実行するための組織により行われたとき、団体に不正権益を得させ、又は団体の不正権益を維持し、若しくは拡大する目的で行われたときは、無期若しくは5年以上の拘禁刑又は無期若しくは5年以上の拘禁刑及び3000万円以下の罰金（第31条第2項・第3項）。

#### 銃砲等又は刀剣類の所持の許可
- 許可（第4条）
銃砲等又は刀剣類の所持は、厳格な基準を満たした上で、所持しようとする銃砲等又は刀剣類ごとに、その所持について、住所地を管轄する都道府県公安委員会の許可を受けなければならない。
- 許可の基準（第5条）
都道府県公安委員会は、次の者に銃砲等又は刀剣類の所持を許可してはならない。
  - 18歳未満の者（一部の銃砲については14歳未満の者）
  - 破産手続開始の決定を受けて復権を得ない者
  - 精神障害若しくは発作による意識障害をもたらしその他銃砲若しくは刀剣類の適正な取扱いに支障を及ぼすおそれがある病気として政令で定めるものにかかっている者又は介護保険法に規定する認知症である者
  - アルコール、麻薬、大麻、アヘン又は覚醒剤の中毒者
  - 自己の行為の是非を判別し、又はその判別に従って行動する能力がなく、又は著しく低い者（責任能力がない者）
  - 住居の定まらない者
  - 許可を取り消された日や、この法律によって処罰された日から起算して5年を経過していない者など
  - ストーカー行為等の規制等に関する法律（ストーカー規制法）に規定するストーカー行為をし、同法の規定による警告又は命令若しくはその延長の処分を受けた日から起算して3年を経過していない者
  - 配偶者からの暴力の防止及び被害者の保護等に関する法律（DV防止法）の規定による命令を受けた日から起算して3年を経過していない者
  - 集団的に、又は常習的に暴力的不法行為その他の罪に当たる違法な行為で国家公安委員会規則で定めるものを行うおそれがあると認めるに足りる相当な理由がある者
  - 他人の生命若しくは財産若しくは公共の安全を害し、又は自殺をするおそれがあると認めるに足りる相当な理由がある者

#### 拳銃部品の規制
「拳銃部品」とは、拳銃の銃身、機関部体、回転弾倉又はスライドをいう（第3条の2）
- 所持の禁止（第3条の2）
- 輸入の禁止（第3条の5）
- 譲渡し等の禁止（第3条の8）
- 譲受け等の禁止（第3条の11）

#### 拳銃実包の規制
「拳銃実包」とは、実包のうち拳銃に使用することができるものとして内閣府令で定めるものをいう（第3条の3）
- 所持の禁止（第3条の3）
- 輸入の禁止（第3条の6）
- 譲渡し等の禁止（第3条の9）
- 譲受け等の禁止（第3条の12）

#### 自首による刑の減免
不法な拳銃発射を極力防止するという政策的配慮から、拳銃等に係る提出自首減免規定（第31条の5）や拳銃実包を提出して自首した者に係る刑の減免（第31条の10）が定められている。刑法第42条の自首と基本的には同じであるが、拳銃の発射の防止という政策上の必要性から捜査機関の発覚前であることを要件としていない。

### 準空気銃の規制
何人も、法令に基づき職務のため所持する場合などを除いては、準空気銃（圧縮した気体を使用して弾丸を発射する機能を有する銃であつて空気銃に該当しないもののうち、内閣府令で定めるところにより測定した弾丸の運動エネルギーの値が、人を傷害し得るものとして内閣府令で定める値以上となるものをいう。）を所持してはならない（第21条の3第1項）。

### 携帯禁止刃物
第22条で「何人も、業務その他正当な理由による場合を除いては、内閣府令で定めるところにより計った刃体の長さが6センチメートルをこえる刃物を携帯してはならない。ただし、内閣府令で定めるところにより計った刃体の長さが8センチメートル以下のはさみ若しくは折りたたみ式のナイフ又はこれらの刃物以外の刃物で、政令で定める種類又は形状のものについては、この限りでない。」と規定され、これに違反した者は第31条の18第3号の定めにより2年以下の拘禁刑又は30万円以下の罰金に処せられる。
「携帯」は「所持」よりも狭い概念とされる（「所持」には保管、携帯、運搬などをすべて含む）。学説上は自宅又は居室以外の場所で（場所的要件）、直ちに使用し得る状況に置き（把持の要件）、その状態が多少継続すること（時間的要件）とされる。ただし、「携帯」の場所的要件（場所についての制約）に対する疑問から、「携帯」の本来的な言葉の意味を重視しつつ、自宅又は居室における刃物の把持を含めた上で第22条の「正当な理由」による場合かどうかを問題にする見解もある。
第22条ただし書で、刃体の長さが8センチメートル以下の刃物で携帯が認められるものとして、施行令第37条に
1. 刃体の先端部が著しく鋭く、かつ、刃が鋭利なはさみ以外のはさみ
2. 折りたたみ式のナイフであって、刃体の幅が1.5センチメートルを、刃体の厚みが0.25センチメートルをそれぞれ超えず、かつ、開刃した刃体をさやに固定させる装置を有しないもの
3. 法第22条の内閣府令で定めるところにより計った刃体の長さが8センチメートル以下のくだものナイフであって、刃体の厚みが0.15センチメートルを超えず、かつ、刃体の先端部が丸みを帯びているもの
4. 法第22条の内閣府令で定めるところにより計った刃体の長さが7センチメートル以下の切出しであって、刃体の幅が2センチメートルを、刃体の厚みが0.2センチメートルをそれぞれ超えないもの

が定められている。いわゆる市販のカッターナイフは、製品により新品状態で刃渡り8ないし9センチメートル程度あり、かつ第22条ただし書及び施行令第37条にいう「携帯が認められるもの」には含まれないため、正当な理由がなく携帯している場合、第22条に抵触するので注意が必要である。詳細はこちらも参照。
なお、刃体の長さが6センチメートル以下の刃物であっても、軽犯罪法第1条第2号「正当な理由がなくて刃物、鉄棒その他人の生命を害し、又は人の身体に重大な害を加えるのに使用されるような器具を隠して携帯していた者」に抵触する場合は、拘留又は科料に処せられる。
実情ではキャンプに使用したナイフや包丁を車内に置き忘れ、職務質問で発覚した例が多いという。

### 模造拳銃の規制
何人も、模造拳銃（金属で作られ、かつ、拳銃に著しく類似する形態を有する物で内閣府令で定めるものをいう。以下この項において同じ。）を所持してはならない。ただし、事業場の所在地を管轄する都道府県公安委員会に届け出て輸出のための模造拳銃の製造又は輸出を業とする者（使用人を含む。）が、その製造又は輸出に係るものを業務のため所持する場合は、この限りでない（第22条の2第1項）。

### 模擬銃器の規制
何人も、販売の目的で、模擬銃器（金属で作られ、かつ、拳銃、小銃、機関銃又は猟銃に類似する形態及び撃発装置に相当する装置を有する物で、銃砲に改造することが著しく困難なものとして内閣府令で定めるもの以外のものをいう。）を所持してはならない（第22条の3第1項）。

### 模造刀剣類の規制
何人も、業務その他正当な理由による場合を除いては、模造刀剣類（金属で作られ、かつ、刀剣類に著しく類似する形態を有する物で内閣府令で定めるものをいう。）を携帯してはならない（第22条の4）。

## 古式銃砲及び刀剣類の登録並びに刀剣類の製作の承認
- 登録（第14条）
- 登録証（第15条）
- 登録証の返納（第16条）
- 登録を受けた銃砲又は刀剣類の譲受け、相続、貸付け又は保管の委託の届出等（第17条、第18条）
- 刀剣類の製作の承認（第18条の2）
- 所持の態様についての制限（第21条）

## 雑則
雑則は以下の各条からなる（第21条の2 - 第30条の3）。
- 譲渡の制限（第21条の2）
- 準空気銃の所持の禁止（第21条の3）
- 刃体の長さが6センチメートルをこえる刃物の携帯の禁止（携帯禁止刃物、第22条）
- 模造拳銃の所持の禁止（第22条の2）
- 販売目的の模擬銃器の所持の禁止（第22条の3）
- 模造刀剣類の携帯の禁止（第22条の4）
- 発見及び拾得の届出（第23条）
- 事故届（第23条の2）
- 許可証、年少射撃資格認定証及び登録証の携帯等（第24条）
- 銃砲刀剣類等の一時保管等（第24条の2）
- 本邦に上陸しようとする者の所持する銃砲等又は刀剣類の仮領置（第25条）
- 授受、運搬及び携帯の禁止又は制限（第26条）
- 提出を命じた銃砲等又は刀剣類の売却等（第27条）
- 報告徴収及び立入検査（第27条の2）
- 警察官等による拳銃等の譲受け等（第27条の3）
- 記録票の作成等（第28条）
- 猟銃安全指導委員（第28条の2）
- 都道府県公安委員会に対する申出（第29条）
- 審査請求の制限（第29条の2）
- 権限の委任（第30条）
- 経過措置（第30条の2）
- 内閣府令への委任（第30条の3）

### 発見及び拾得の届出（第23条）
銃砲等又は刀剣類を発見し、又は拾得した者は、速やかにその旨を最寄りの警察署に届け出なければならない。

### 銃砲刀剣類等の一時保管等（第24条の2）
ここでいう「銃砲刀剣類」とは、「銃砲等」、「刀剣類」、第21条の3で規定する「準空気銃」及び第22条で規定する「刃物」をさす（第5条の2第2項第3号）。第1項及び第2項で規定する警察官の権限は、銃砲刀剣類等による危害を予防するため必要な最小の限度において用いるべきであって、いやしくもその乱用にわたるようなことがあってはならないと第4項で注意規定がおかれている。 なお、本条に基づく検査を拒んだことによる罰則は設けられていない。
- 検査（第1項）
警察官は、銃砲刀剣類等を携帯し、又は運搬していると疑うに足りる相当な理由のある者が、異常な挙動その他周囲の事情から合理的に判断して他人の生命又は身体に危害を及ぼすおそれがあると認められる場合においては、銃砲刀剣類等であると疑われる物を提示させ、又はそれが隠されていると疑われる物を開示させて調べることができる。
- 警察官による一時保管（第2項）
警察官は、銃砲刀剣類等を携帯し、又は運搬している者が、異常な挙動その他周囲の事情から合理的に判断して他人の生命又は身体に危害を及ぼすおそれがあると認められる場合において、その危害を防止するため必要があるときは、これを提出させて一時保管することができる。
- 身分証明書の携帯提示義務（第3項、第24条第3項準用）
警察官は、銃砲刀剣類等の所持の検査及び一時保管をする場合には、その身分を示す証明書を携帯し、これを提示しなければならない。
- 一時保管した銃砲刀剣類等の処理（第5項、第6項）
一時保管した警察官は、その銃砲刀剣類等をすみやかに所轄警察署長に引き継がなければならない。所轄警察署長は、一時保管を始めた日から起算して5日以内に、所持が禁止されている場合を除き、本人に返還するものとする。ただし、本人に返還することが危害防止のため不適当であると認められる場合においては、本人の親族又はこれに代わるべき者に返還することができる。